# أحمد حامد لملس
أحمد حامد لملس (30 نوفمبر 1970 -) سياسي يمني، ولد في مديرية عق، عين محافظ محافظة عدن اليمنية في يوليو 2020..

## تاريخ الميلاد
ولد في الثلاثين من نوفمبر في العام 1970م في قرية باكبيره على ضواحي مدينة عتق عاصمة محافظة شبوة التي نشأ وترعرع فيها ثم انتقل إلى العاصمة عدن ليستقر به المقام ويتلقى دراسته الابتدائية في المدرسة «المختلطة» نشوان حاليا في المنصورة ليواصل بعد ذلك مشواره التعليمي حتى وصل إلى المرحلة الجامعية ..

## المؤهلات التعليمية
نال شهادة البكالوريوس من كلية الآداب في تخصص " علم النفس "

## مسيرته العملية والإدارية
بدأت مسيرته العملية وهو في مقتبل العمر وفي ريعان شبابه حين عُيّن وهو في الثامن والعشرين من عمره مديرا عاما لمديرية عتق عاصمة محافظة شبوة في العام 1998م وظل يشغل هذه المنصب لمدة خمس سنوات إلى العام 2003م وانتفل إلى عدن فعُيّن مديرا عاما لثلاث من كبرى مديريات عدن على التوالي بدأها بمديرية الشيخ عثمان في العام 2003 وقضى فيها اربع سنوات في خدمة المديرية ثم عُيّن مديرا عاما لمديرية المنصورة في العام 2007 م فعُيّن مديرا عاما لمديرية خورمكسر في العام 2012م ولمدة ثلاث سنوات إلى العام 2015م، ثم عُيّن في العام 2016 محافظا لمحافظة شبوة، وغادرها في العام 2017م بعد أن أُعفي من منصبه

## نشاطه وتجربته السياسية
بدأ نشاطه السياسي مبكرا حيث التحق وانضم إلى حزب المؤتمر الشعبي العام وكان وتولي مواقع قيادية وينتقل من إطار التنظيم السياسي للفرع بشبوة إلى مستوى القيادة العليا للحزب كان آخرها عضو لجنة دائمة رئيسية للمؤتمر الشعبي العام وعضو اللجنة التحضيرية للمؤتمر الشعبي الجنوبي في نوفمبر من العام 2014م قبل أن يواصل مشواره السياسي ويعلن التحاقه بالمجلس الانتقالي الجنوبي فعين عضوا في هيئة رئاسة المجلس الانتقالي الجنوبي في الحادي عشر من مايو من العام 2017م فعُيّن في مارس من العام 2018م أميناً عاماً للمجلس الانتقالي

## تعيينه محافظا لعدن
عُيّن محافظا لمحافظة عدن في الحادي عشر من شهر أغسطس 2020 وذلك في إطار تنفيذ اتفاقية الرياض ووصل إلى عدن في السابع والعشرين من نفس الشهر.